# ホンダ・グローバルミッドサイズプラットフォーム
グローバルミッドサイズプラットフォーム (Global mid-size platformとはホンダの乗用車に使われるプラットフォームの名称である。

## 概要
アコードなどミドルサイズの車種に採用されているプラットフォームである。

## 搭載車種
- アコード（6代目[北米]・7代目）/ TSX（初代）
- インスパイア（3代目・4代目）/ TL（2代目・3代目）
- アヴァンシア
- パイロット（初代）
- MDX（初代）
- ラグレイト

## 新グローバルミッドサイズプラットフォーム

### 搭載車種
- レジェンド（4代目）/ RL（2代目）
- シビック（セダン）（8代目・9代目）
- CSX
- インスパイア（5代目）/ TL（4代目）
- アコード（8代目）/ TSX（2代目）
- クロスツアー
- ILX